# Beck – Inferno
Beck – Inferno är svensk TV-film från 2023. Filmen är den tredje i nionde säsongen baserade på Sjöwall Wahlöös fiktiva polis Martin Beck. Den är regisserad av Pontus Klänge.
Filmen hade premiär i Storbritannien i juli 2023 på den brittiska streamingtjänsten BBC iPlayer. Den hade premiär i Sverige den 8 december samma år på TV4 Play.
Beck – Inferno tilldelades Guldbaggens publikpris vid Guldbaggegalan 2024.

## Rollista (i urval)
| - Peter Haber – Martin Beck - Jonas Karlsson – Klas Fredén - Martin Wallström – Josef Eriksson - Kristofer Hivju – Steinar Hovland - Jennie Silfverhjelm – Alexandra Beijer - Måns Nathanaelson – Oskar Bergman - Anna Asp – Jenny Bodén - Elmira Arikan – Ayda Çetin | - Ingvar Hirdwall – Grannen - Happy Jankell – Karolina - Linda Santiago – Julia Gradnik - Luzia Catomeris Medina – Leonie Gradnik - Danilo Bejarano – Kent Larsson - Mitcho Batalov – Sebastian Bauer - Camilla Larsson – rättsläkare - Ann-Sofie Rase – internutredare |